# Henry George Elliot
Henry George Elliot, född 30 juni 1817, död 30 mars 1907, var en brittisk diplomat, son till Gilbert Elliot, 2:e earl av Minto.
Elliot blev 1858 minister i Köpenhamn och 1863 vid Italienska hovet samt 1867 ambassadör i Konstantinopel, där han jämte lord Salisbury var Storbritanniens ombud vid konferensen 1876–1877. Samma år återkallades han såsom misshaglig för de ryssvänliga liberalerna i hemlandet och var 1877–1884 brittisk ambassadör i Wien.